# Spider-Man - Un nuovo universo
Spider-Man - Un nuovo universo (Spider-Man: Into the Spider-Verse) è un film d'animazione statunitense del 2018 diretto da Bob Persichetti, Peter Ramsey e Rodney Rothman.
Prodotto dalla Columbia Pictures, in co-produzione con Sony Pictures Animation e Marvel Entertainment, rappresenta il primo film d'animazione con l'Uomo Ragno come protagonista, nonché debutto cinematografico di Miles Morales.
Il film è stato presentato in anteprima al Regency Village Theatre di Los Angeles il 1º dicembre 2018 ed è stato distribuito negli Stati Uniti il 14 dicembre. Ha incassato oltre 375 milioni di dollari in tutto il mondo contro un budget di 90 milioni di dollari. Ha ricevuto il plauso della critica, che ha elogiato l'animazione, i personaggi, la storia, il doppiaggio e l'umorismo. Il film ha anche vinto l'Oscar 2019 come Miglior film d'animazione, il Golden Globe e il BAFTA nella stessa categoria.

## Trama
Terra-1610. Miles Morales è un adolescente di New York che ammira Spider-Man e ha problemi ad adattarsi nel suo nuovo college e ad essere all'altezza delle aspettative della sua famiglia. Dopo essere rimasto attratto dalla sua compagna di classe Gwanda, Miles chiede aiuto a suo zio Aaron Davis, a cui è molto legato. Aaron incoraggia Miles a perseguire la sua passione per i graffiti e lo porta in una zona abbandonata della metropolitana dove può disegnare per sfogare le sue frustrazioni. Mentre è lì, Miles viene morso da un ragno radioattivo e la mattina successiva si accorge di aver sviluppato abilità simili a quelle di Spider-Man, inclusa una maggiore agilità, un'altezza più elevata e la capacità di aderire ai muri.
Incapace di contattare zio Aaron, Miles torna al loro nascondiglio nella metropolitana e scopre un laboratorio segreto in cui il potente e spietato signore del crimine Kingpin ha costruito un acceleratore di particelle per accedere a universi paralleli nel tentativo di riconnettersi con versioni alternative di sua moglie Vanessa e suo figlio Richard, morti in un incidente d'auto dopo averlo visto combattere contro Spider-Man, sebbene conscio che ciò causerà la distruzione della città e la morte di tutti i suoi abitanti. Spider-Man arriva per disattivare l'acceleratore e combatte Green Goblin, criminale scagnozzo di Kingpin. Nella mischia, Spider-Man nota Miles e percepisce i suoi sensi di ragno. Goblin tenta di uccidere Spider-Man infilandolo nel flusso di energia dell'acceleratore, che invece lo sovraccarica e lo fa esplodere, uccidendo Goblin e ferendo mortalmente Spider-Man, che dà a Miles una chiavetta USB per disabilitare l'acceleratore e lo informa che la macchina potrebbe distruggere la città se riaccesa. Poco dopo, Kingpin smaschera Spider-Man, rivelando la sua identità di Peter Parker, e lo finisce con un ultimo pugno, mentre Miles viene inseguito e sfugge da Prowler, altro seguace del boss.
Su tutti i notiziari viene annunciata la morte di Spider-Man, e Miles, ispirato dal suo sacrificio e dopo aver sentito un discorso di Mary Jane Watson, rimasta vedova di Peter, cerca di padroneggiare le sue nuove abilità, ma non riesce a controllare i suoi poteri e per sbaglio rompe la chiavetta. Miles viene poi avvicinato da Peter B. Parker, uno Spider-Man proveniente da un'altra dimensione, che ha divorziato da Mary Jane e ha recentemente perso sua zia May, cosa che lo ha fatto precipitare nello sconforto. Peter è stato portato nella dimensione di Miles dall'acceleratore e vuole tornare a casa, quindi accetta di addestrare Miles in cambio del suo aiuto per rubare i dati perduti della chiavetta dai laboratori di Kingpin. Mentre irrompono nell'edificio, Miles dimostra di essere capace di rendersi invisibile e di possedere un veleno che fulmina e stordisce i nemici al tocco. Peter e Miles incontrano la scienziata Olivia Octavius, che spiega a Peter che si deteriorerà e morirà se resterà troppo a lungo fuori dalla sua dimensione, per poi rivelare la sua vera identità criminale della Dottoressa Octopus.
Miles e Peter vengono salvati dall'intervento di Gwanda, che si rivela essere Gwen Stacy, strappata via alla sua dimensione come Peter; nel suo mondo Gwen è stata morsa anche lei da un ragno ed è diventata Spider-Woman mentre il Peter della sua dimensione, che è diventato Lizard, è morto. Gwen conduce Peter e Miles da May Parker, che sta usando il covo segreto appartenuto al suo Peter per accogliere gli altri Spider-Man che sono stati presi dalle altre dimensioni a seguito dell'incidente dell'acceleratore; questi sono Spider-Man Noir, Spider-Ham e Peni Parker con il robot SP//dr. Tutti quanti presentano lo stesso deterioramento che affligge Peter, quindi Miles propone di utilizzare l'acceleratore per riportare ciascuno nella propria dimensione essendo l'unico a non essere afflitto da quel problema. Mentre Peni ripara la chiavetta, Peter e gli altri Spider-Man tentano invano di insegnare a Miles come controllare i suoi poteri. La pressione del gruppo fa gettare la spugna a Miles, che si rifugia nell'appartamento di Aaron, scoprendo che suo zio è Prowler.
Miles ritorna a casa di May e il gruppo viene rintracciato e attaccato da Kingpin, Prowler, Doc Ock, Scorpion e Tombstone, portando a un combattimento. Miles fugge dalla casa di May, ma viene inseguito e catturato da Aaron. Prima che lo zio lo uccida, Miles si smaschera e Aaron si ferma, capendo che stava dando la caccia a suo nipote. Raggiunto da Kingpin, Aaron si rifiuta di uccidere Miles, e viene colpito da un proiettile del suo capo; dopo essere stato messo in salvo da Miles, prima di morire per la ferita, Aaron chiede scusa per i suoi crudeli errori e dice al nipote di andare avanti. In quel momento, il padre di Miles, Jefferson Davis, un poliziotto, si imbatte in Miles nel suo costume da Spider-Man sul corpo di Aaron senza vederne la sua faccia, e devastato dalla morte di suo fratello, conclude che Spider-Man sia responsabile e avverte il corpo della polizia. Peter e gli altri Spider-Man raggiungono Miles e, non volendo metterlo in pericolo per via della sua inesperienza, lo immobilizzano nel suo dormitorio per impedirgli di seguirli quando andranno a riparare l'acceleratore, e sarà Peter a inserire la chiavetta al posto di Miles, anche se per fare ciò dovrà restare in questa dimensione e morire. Poco dopo, Jefferson giunge da Miles e sebbene non riesca a informarlo della morte di Aaron, anche perché Miles non può rispondere per colpa delle ragnatele che lo immobilizzano, Jefferson riesce comunque a scusarsi e a convincere Miles a scegliere qualsiasi strada voglia perché è fiero di lui.
Commosso dalle parole di suo padre, Miles si libera, torna da May e si crea il proprio costume modificando la vecchia tuta appartenuta a Peter. Dopo aver testato i suoi poteri e aver imparato ad usarli a comando, si unisce agli altri Spider-Man che hanno rintracciato Kingpin a una festa di beneficenza, proprio mentre quest'ultimo sta per riattivare il suo acceleratore. Miles aiuta gli altri a sconfiggere Octavius, Scorpion e Tombstone, poi attiva la chiavetta USB e riesce a mandare tutti gli Spider-Man nelle loro rispettive dimensioni, prima che arrivi Kingpin, che è infuriato per aver perso tutto. Miles combatte quindi all'interno dell'acceleratore, attirando l'attenzione di Jefferson, il quale è scioccato nel rendersi conto che Spider-Man non è un nemico e gli grida di alzarsi, dando a Miles la motivazione per resistere agli attacchi di Kingpin e per batterlo con il suo veleno, causando la distruzione dell'acceleratore. Mentre le autorità arrestano Kingpin e i suoi sgherri, Jefferson, sebbene ignaro che il nuovo Spider-Man sia suo figlio, lo ringrazia profondamente, riconoscendolo come un eroe e Miles accetta le responsabilità della sua nuova vita. Nella propria dimensione, Peter riallaccia i rapporti con la sua Mary Jane, gli altri riprendono le loro vite e Gwen trova un modo per contattare Miles attraverso le dimensioni.
In una scena dopo i titoli di coda, Miguel O'Hara, lo Spider-Man del 2099, viene a sapere che la crisi interdimensionale si è risolta e costruisce un dispositivo per viaggiare nel multiverso e raggiungere il primo Spider-Man su Terra-67, ovvero la dimensione nella quale si svolge la serie animata del 1967; sfortunatamente, Miguel e lo Spider-Man di Terra-67 finiranno per litigare.

## Personaggi
- Miles Morales / Spider-Man, doppiato da Shameik Moore: un adolescente intelligente ma ribelle di discendenza afro-americana e portoricana, che ha acquisito abilità simili a quelle di un aracnide dopo essere stato morso da un ragno mutante e che alla fine prende il mantello di un vigilante mascherato di nome "Spider-Man".[2] I produttori Lord e Miller hanno descritto il personaggio come unico tra gli Spider-Men a causa della sua formazione di Brooklyn, metà del portoricano e metà afro-americano, e del fatto che la sua famiglia è ancora viva,[3] con quella dinamica familiare centrale alla storia del film.[4]
- Peter B. Parker / Spider-Man, doppiato da Jake Johnson: il mentore riluttante di Miles,[5] una controparte di un trentottenne spettinato, ingrassato, stanco e dai capelli castani, proveniente da un'altra dimensione.[6] È destinato ad essere un amalgama di tutti gli adattamenti e le interpretazioni di Spider-Man della cultura pop, e Lord e Miller lo immaginavano come il maestro Miyagi di The Karate Kid, se "Mr. Miyagi non sa nulla" che pensavano fosse un "colori davvero belli da mettere su Peter che non avevamo mai visto prima".[4]
- Gwen Stacy / Spider-Woman, doppiata da Hailee Steinfeld: una controparte dislocata su una dimensione di Gwen Stacy con abilità simili a quelle di un ragno, che assume lo pseudonimo di "Gwanda" mentre si trova nella scuola di Miles.[7]
- Aaron Davis / Prowler, doppiato da Mahershala Ali: lo zio di Miles, che lavora come scagnozzo di Wilson Fisk.[8]
- Jefferson Davis, doppiato da Brian Tyree Henry: il padre di Miles, un ufficiale di polizia, che sospetta che l'Uomo Ragno potrebbe essere una minaccia.[8] All'età di 35 anni, Henry ha detto che era troppo giovane per interpretare un padre di un adolescente, ma ha accettato il ruolo dopo aver appreso che Miles Morales era l'unico nero, latino Spider-Man.[9]
- May Parker, doppiata da Lily Tomlin: la zia di Peter, che è morta nell'universo di Peter B. Parker, e offre rifugio per l'altro universo di Spider-People in Miles.[7]
- Rio Morales, doppiata da Luna Lauren Velez: la madre di Miles, un'infermiera.[7]
- Mary Jane Watson, doppiata da Zoë Kravitz: la moglie vedova di Peter Parker nell'universo di Miles e l'ex moglie di Peter B. Parker nel suo universo.
- Peter Porker / Spider-Ham, doppiato da John Mulaney: una versione animale divertente alternativa di Spider-Man da un universo antropomorfo, che una volta era un ragno, morso da un maiale radioattivo.[10][11]
- Peni Parker / SP//dr, doppiata da Kimiko Glenn: una giovane ragazza giapponese-americana di un universo alternativo simile ad anime che co-pilota un seme biomeccanico con un ragno radioattivo con cui condivide un legame telepatico.[11] Inizialmente i registi hanno considerato l'uso di Silk come il loro Spider-Man asiatico-americano, ma alla fine si sono basati su Peni per il suo set di potere più unico rispetto agli altri Spider-People.[12] I progetti di Peni hanno subito alcune iterazioni poiché il suo progetto iniziale era particolarmente "incerto" prima che il produttore Justin Thompson avesse avuto l'idea di ritrarla in uno stile artistico simile a quello di Sailor Moon, a parte che Phil Lord e Christopher Miller volevano andare a pieno anime in termini di design.[13]
- Peter Parker / Spider-Man Noir, doppiato da Nicolas Cage: una versione alternativa oscura e monocromatica di Peter Parker di un universo degli anni '30. Cage basava il suo personaggio sui film di Humphrey Bogart, in particolare sulle voci di attori dell'epoca come James Cagney e Edward G. Robinson.[14]
- Wilson Fisk / Kingpin, doppiato da Liev Schreiber: l'antagonista principale del film, un signore del crimine e il benefattore di Alchemax nella dimensione di Miles.[2][7]
- Olivia "Liv" Octavius / Dottor Octopus, doppiata da Kathryn Hahn: capo scienziato e CEO di Alchemax e consulente scientifico di Wilson Fisk.

Altre voci nel il film includono: Lake Bell come Vanessa Fisk, Jorma Taccone come Norman Osborn / Green Goblin, Marvin "Krondon" Jones III come Tombstone, Joaquín Cosío come Scorpione, e Post Malone (che ha contribuito alla colonna sonora del film) come spettatore a Brooklyn. Una registrazione archivistica di Cliff Robertson da Spider-Man (2002) è stata utilizzata per una scena di flashback che coinvolge il personaggio di Ben Parker. Il co-creatore di Spider-Man Stan Lee appare in un cameo postumo, come un personaggio di nome Stan che vende un costume di Spider-Man a Morales. Lord e Miller hanno affermato che era importante dare a Lee un momento più grande nel film piuttosto che un semplice cameo di passaggio, perché era "così parte integrante dello spirito di questo film", e il ruolo era "estremamente significativo" dopo la morte di Lee nel novembre 2018. Il personaggio di Lee ha anche diversi brevi camei in tutto il film, come quando cammina su Miles e Peter B. quando giacciono per le strade di New York.
I cameo durante i post-crediti del film includono: Oscar Isaac nel ruolo di Miguel O'Hara / Spider-Man 2099, una versione alternativa di Spider-Man dal progetto editoriale Marvel 2099; Greta Lee nel ruolo dell'IA O'Hara; e Jorma Taccone nei panni di Peter Parker / Spider-Man della serie TV del 1967 (in sostituzione di Paul Soles, con il personaggio accreditato come Last Dude). Donald Glover appare in uno schermo televisivo di sfondo nei panni di Troy Barnes di Community con il pigiama di Spider-Man. Appare anche il migliore amico e compagno di stanza di Miles Morales, Ganke Lee. Il personaggio originariamente aveva un ruolo più importante, ma è stato riscritto a causa del fatto che in Spider-Man: Homecoming ci fosse un personaggio simile chiamato Ned. L'animatore della Pixar Peter Sohn è stato scelto per il ruolo di Ganke prima che il personaggio fosse tagliato nel montaggio finale; da allora i realizzatori hanno detto che Ganke apparirà nei film successivi.

## Produzione
Il budget del film è stato di 90 milioni di dollari.

### Sviluppo
Dopo l'hacking dei computer di Sony del novembre 2014, sono state pubblicate e-mail tra la co-presidente di Sony Pictures Entertainment Amy Pascal e il presidente Doug Belgrad, in cui veniva detto che la Sony stava pianificando di "ringiovanire" il franchise di Spider-Man sviluppando un film d'animazione con Phil Lord e Christopher Miller. I dirigenti di Sony sono stati invitati a discutere ulteriormente il progetto in una discussione riguardante diversi film spin-off di Spider-Man in un vertice del gennaio 2015. Alla CinemaCon del 2015 ad aprile, il presidente della Sony Pictures Tom Rothman ha annunciato che il film animato Spider-Man avrebbe avuto come data di uscita il 20 luglio 2018 e sarebbe stato prodotto da Lord e Miller, Avi Arad, Matt Tolmach e Pascal. Rothman ha detto che avrebbe dovuto "coesistere" con i film di Spider-Man live-action, sebbene la Sony abbia presto affermato che il film sarebbe "esistito indipendentemente dai progetti live-action nell'universo di Spider-Man", è ambientato in un universo alternativo da quei film senza la versione di Spider-Man, come visto nel Marvel Cinematic Universe.
A dicembre, la Sony ha spostato la data di uscita del film al 21 dicembre 2018. A giugno 2016, Lord aveva scritto una sceneggiatura per il film, e lo studio scelse Bob Persichetti per la regia. Miller ha detto che il film sarebbe stato diverso dai precedenti film di Spider-Man, e l'ha definito come "un'esperienza unica di film". Si è anche pensato di concentrarsi sulla versione di Miles Morales di Spider-Man, che Sony ha confermato in una presentazione per i suoi prossimi film d'animazione nel gennaio 2017. Peter Ramsey è stato co-regista del film da quel punto. Il mese successivo, Alex Hirsch è stato nominato collaboratore della storia e Christina Steinberg è stata annunciata in sostituzione di Tolmach come produttore; in precedenza ha collaborato con Ramsey in Rise of the Guardians durante la DreamWorks Animation. Nell'aprile 2017, la data di rilascio è stata anticipata di una settimana dal 21 dicembre 2018 al 14 dicembre 2018. Lord e Miller hanno annunciato il titolo a dicembre e hanno detto che nel film compariranno più uomini ragni. A quel punto, Rodney Rothman, che aveva precedentemente co-sceneggiato la sceneggiatura del film 22 Jump Street di Lord e Miller, venne scelto come co-regista. Lord ha descritto i registi Ramsey come "l'uomo d'azione", Rothman come "il ragazzo della commedia" e Persichetti come "il poeta".

### Sceneggiatura
La sceneggiatura è stata curata da Phil Lord e Rodney Rothman, rispettivamente co-produttore e co-regista del film. Dato che erano già stati girati sei film di Spider-Man, il team ha convenuto che prima dovevano decidere perché questo film doveva essere realizzato; la loro risposta è stata quella di raccontare la storia di Miles Morales, che doveva ancora apparire in un film. Brian Michael Bendis, autore dei testi della serie Ragnoverso, è stato consultato per l'adattamento cinematografico. Il film era originariamente impostato per presentare una storia d'amore tra Miles e Spider-Gwen. Tuttavia i registi hanno preferito optare per una storia d'azione, anche se il personaggio di Spider-Woman è stato mantenuto nel film.

### Animazione
L'animazione del film è stata gestita da Sony Pictures Imageworks, che aveva gestito quasi tutti i film precedenti di Sony Pictures Animation, così come gli effetti visivi per tutti i film precedenti di Spider-Man. Lord e Miller volevano che il film sembrasse come se lo spettatore fosse "entrato in un fumetto" ed erano entusiasti di raccontare la storia in un modo che credevano che i film d'azione dal vivo non avrebbero potuto. Il co-regista Persichetti concordava con loro, ritenendo che l'animazione fosse il mezzo migliore per onorare i fumetti, consentendo al team di produzione di adattare le tecniche di fumetti degli Anni '70 per il linguaggio visivo del film.
L'animazione CGI per il film è stata combinata con "lavoro al tratto, pittura e punti e ogni sorta di tecnica dei fumetti", per far sembrare che fosse stata creata a mano, che è stata descritta come "un dipinto vivente". Ciò è stato ottenuto dagli artisti che hanno preso i fotogrammi renderizzati dagli animatori CGI e ci hanno lavorato sopra in 2D, con l'obiettivo di fare in modo che ogni fotogramma del film "assomigli a un fumetto".
Ogni personaggio è stato reso graficamente con lo stile del fumetto da cui provengono: per esempio, l'animazione di Spider-Gwen è basata sui disegni dei suoi fumetti, mentre Spider-Man Noir è stato reso con una combinazione di colori in bianco e nero; infine, Spider-Ham è stato progettato come "fumettisticamente" plausibile.

### Versione 3D
Tutti i registi hanno ritenuto che il film sarebbe stato uno dei pochi che il pubblico avrebbe effettivamente "bisogno" di guardare in 3D, a causa della natura immersiva del mondo animato creato e del modo in cui gli elementi di animazione disegnati a mano progettati specificamente per creare un'esperienza unica.

## Colonna sonora
Daniel Pemberton è stato annunciato come compositore del film nel luglio 2018. Un album completo per la colonna sonora e è stato pubblicato dalla Republic Records il 14 dicembre ed è stato curato per rappresentare ciò che un adolescente come Morales avrebbe ascoltato. Tra gli artisti della colonna sonora ci sono Juice Wrld, Post Malone, Swae Lee, Nicki Minaj, Ski Mask the Slump God e Lil Wayne. Un album separato contenente la colonna sonora di Pemberton è stato pubblicato dalla Sony Classical Records il 17 dicembre. Il 20 dicembre, Sony Pictures Animation ha annunciato un album extended play, A Very Spidey Christmas, basato su una battuta all'inizio del film e composto da cinque canzoni natalizie eseguite dai membri del cast Shameik Moore, Jake Johnson e Chris Pine. L'EP è stato pubblicato su piattaforme digitali il giorno successivo.

## Promozione
Il trailer è stato pubblicato in italiano su YouTube il 6 giugno 2018.
Una piccola clip del film è stata mostrata dopo i titoli di coda del film Venom.

## Distribuzione
Il film è stato distribuito il 14 dicembre 2018 negli Stati Uniti d'America e il 25 dicembre dello stesso anno in Italia.

### Edizione italiana
La direzione del doppiaggio è stata curata da Alessandro Rossi, su dialoghi di Francesco Marcucci, per conto della Dubbing Brothers Int. Italia.

### Edizioni home video
Spider-Man - Un nuovo universo è stato pubblicato in download digitale da Sony Pictures Home Entertainment il 26 febbraio 2019, con Blu-ray, Ultra HD Blu-ray e DVD in uscita il 19 marzo. Tutte le versioni erano accompagnate da un cortometraggio con Spider-Ham intitolato Spider-Ham: Imbraciolato nella Rete (Caught in a Ham in originale). Una versione estesa Alt-Universe Cut, con 30 minuti di filmati inediti, tra cui alcune scene con il compagno di stanza di Miles, Ganke, e un cameo eliminato con Tom Cruise e James Cameron, sono presenti nella sua versione home video. È stato distribuito su Netflix il 26 giugno 2019 negli Stati Uniti. In Italia, invece, è arrivato sempre su Netflix il 29 ottobre 2020, per poi essere rimosso il 23 aprile 2021. Successivamente, grazie a un accordo fra Sony e Disney per la distribuzione in steaming dei diritti cinematografici, il film venne pubblicato su Disney+ il 17 giugno 2022.

## Accoglienza

### Incassi
A fronte di un budget di produzione di 90 milioni, il film ha incassato 190241310 $ negli Stati Uniti d'America e in Canada e 185299521 $ nel resto del mondo, per un totale di 375540831 $ a livello globale.
Il 31 gennaio 2019, il film ha superato Hotel Transylvania 2 per diventare il film di maggior incasso della Sony Pictures Animation sul mercato interno, senza l'inflazione.
Negli Stati Uniti e in Canada, Un nuovo universo è stato pubblicato lo stesso fine settimana di Macchine mortali e Il corriere - The Mule, e le previsioni indicavano un incasso di 30-35 milioni di dollari in 3.813 cinema nel suo weekend di apertura. Ha guadagnato 12,6 milioni di dollari il primo giorno, inclusi 3,5 milioni dalle anteprime di giovedì sera, e ha debuttato con 35,4 milioni di dollari, finendo primo al botteghino e segnando la migliore apertura di dicembre per un film d'animazione. Globalmente, il film ha debuttato con 56,4 milioni di dollari, grazie ai 21 milioni incassati nel resto del mondo. Il film ha guadagnato poi 16,7 milioni nel secondo fine settimana statunitense, finendo quarto dietro i nuovi arrivati Aquaman, Bumblebee e Il ritorno di Mary Poppins, e poi 18,3 milioni di dollari nel terzo fine settimana, rimanendo quarto. Nel quinto fine settimana il film ha guadagnato 13 milioni, finendo al quarto posto per la terza settimana consecutiva. Il fine settimana successivo alla sua vittoria come miglior film d'animazione agli Academy Award, il film è stato aggiunto a 1.661 cinema (per un totale di 2.104) e ha guadagnato 2,1 milioni di dollari, segnando un aumento del 138% rispetto alla settimana precedente.

### Critica
Il film ha ricevuto recensioni molto positive da parte della critica e del pubblico. Su Rotten Tomatoes, il film ha un indice di gradimento del 97%, basato su 402 recensioni, con una valutazione media di 8,80/10. Il commento del sito web recita: "Spider-Man: Un nuovo universo combina una narrazione audace con un'animazione sorprendente per un'avventura puramente divertente con cuore, umorismo e molta azione di supereroi". Secondo il sito, il film è al primo posto come miglior film sui supereroi. Su Metacritic, il film ha un punteggio medio ponderato di 87 su 100 basato su recensioni di 50 critici, indicando "un plauso universale".
Christy Lemire di RogerEbert.com ha elogiato l'atmosfera e gli effetti visivi del film, aggiungendo che "ha una qualità meravigliosamente allucinogena e onirica". Johnny Oleksinki del New York Post ha dato al film 3,5 su 4, salutandolo come "il miglior film autonomo per presentare l'iconico personaggio finora" e lodando la caratterizzazione di Miles come "più completa dei soliti eroi Marvel". Justin Chang del Los Angeles Times ha detto che "Ciò che distingue Spider-Man - Un nuovo universo alla fine è che prende sul serio la missione, anche quando è palesemente sciocco".

### Altri responsi
Il film è stato accolto positivamente da molti esponenti del mondo dello spettacolo e del cinema; in particolare è stato definito "il miglior film sull'Uomo Ragno" da Tom Holland, Chris Pratt, Patton Oswalt, Barry Jenkins, Rian Jonhson, James Gunn e Kevin Feige (presidente dei Marvel Studios) che lo ha definito persino "adorabile".

## Riconoscimenti
Spider-Man - Un nuovo universo ha vinto il premio come miglior film d'animazione ai Golden Globe 2019 e ha vinto lo stesso premio alla 24ª edizione dei Critics' Choice Awards e ai Premi Oscar 2019, oltre a diversi altri premi e nomination. È stato il primo film non Disney o Pixar a vincere l'Oscar come miglior film d'animazione da Rango (2011), diventando il sesto film non Disney o Pixar a vincere questo premio.
I critici del magazine New York lo hanno inserito al nono posto nella loro lista dei migliori film del decennio.
- 2019 - Premio Oscar[72]
  - Miglior film d'animazione
- 2019 - Golden Globe
  - Miglior film d'animazione
- 2019 - Premio BAFTA
  - Miglior film d'animazione
- 2019 - Saturn Award
  - Miglior film di animazione
  - Candidatura per la migliore trasposizione da fumetto a film
- 2019 - Critics' Choice Awards
  - Miglior film d'animazione
- 2018 - Chicago Film Critics Association Awards
  - Miglior film d'animazione
- 2019 - Premio Hugo
  - Miglior rappresentazione drammatica, forma lunga
- 2019 - Nickelodeon Kids' Choice Awards
  - Candidatura per il miglior film d'animazione
  - Candidatura per il miglior doppiatore a Shameik Moore
  - Candidatura per la miglior doppiatrice a Hailee Steinfeld

- 2018 - Los Angeles Film Critics Association Awards
  - Miglior film d'animazione
- 2019 - MTV Movie & TV Awards
  - Candidatura per il miglior film
- 2018 - New York Film Critics Circle Awards
  - Miglior film d'animazione
- 2019 - Producers Guild of America Awards
  - Miglior film d'animazione
- 2018 - Razzie Awards
  - Candidatura per il Razzie Redeemer Award alla Sony Pictures Animation
- 2018 - San Diego Film Critics Society Awards
  - Candidatura per il miglior film di animazione
- 2018 - St. Louis Film Critics Association Awards
  - Miglior film d'animazione
- 2019 - Teen Choice Awards
  - Candidatura per il miglior film d'azione
  - Candidatura per la miglior canzone tratta da un film (Sunflower) a Post Malone e Swae Lee

- 2018 - Annie Award
  - Miglior film d'animazione

## Sequel
Nell’agosto 2018, i registi erano ancora impegnati a completare i film ma riconobbero che l’introduzione del multiverso potrebbe creare del potenziale per molte altre storie in base al suo successo. Alla fine di novembre, Sony confermò il sequel del film, insieme a un suo spin-off. Joaquim Dos Santos sarà il regista mentre la sceneggiatura è affidata a David Callaham. Nel novembre 2019 è stato annunciato che sarebbe stato distribuito l’8 aprile 2022. Il 4 dicembre 2021 è stato annunciato che il sequel uscirà in due parti; la prima, Spider-Man: Across the Spider-Verse, annunciata inizialmente per il 7 ottobre 2022, è stata distribuita il 2 giugno 2023, mentre la seconda, intitolata Spider-Man: Beyond The Spider-Verse, uscirà al cinema il 25 giugno 2027.

## Spin-off
Spider-Women, uno spin-off del film che si concentrerà su tre generazioni di personaggi femminili relativi allo Spider-Verse, includerà Spider-Gwen, Jessica Drew e Cindy Moon / Silk. Il film sarà diretto da Lauren Montgomery e scritto da Bek Smith.
John Mulaney espresse interesse su uno spin-off incentrato su Spider-Ham, descrivendo la possibile trama simile allo scandalo Watergate concentrandosi sulla carriera del personaggio come reporter.

## Serie televisive
A seguito della distribuzione del film, la Sony discusse su una serie televisiva con i personaggi. Phil Lord e Christhoper Miller espressero interesse su una serie di corti su Spider-Ham, mentre gli studios stanno lavorando su una serie TV animata spin-off del film con vari personaggi.
Ad aprile 2019, Lord e Miller firmarono un contratto di cinque anni con la Sony Pictures Television per creare serie televisive animate Marvel insieme ai Sony Animation Studios, includendo anche una possibile serie TV basata sul film.

### Esplicative
1. ↑  Accreditato come Spider-Man di Terra-1610, ovvero dove si svolge l'Universo Ultimate.
2. ↑  Dopo avergli detto sbilenco che sarebbe stato inutile e che sono morti.
3. ↑  La Terra 616, quella in cui è ambientato l'Universo Classico.
4. ↑  Provenienti rispettivamente da: Terra-90214, Terra-8311 e Terra-14512.

### Bibliografiche
1. ↑   Spider-Man: Un Nuovo Universo - Film (2018), su ComingSoon.it. URL consultato il 3 maggio 2021.
2. 1 2   Borys Kit, Animated Spider-Man Film Finds Its Miles Morales (Exclusive), in The Hollywood Reporter, 13 aprile 2017. URL consultato il 28 aprile 2017 (archiviato il 9 dicembre 2017).
3. ↑   Cameron Bonolomo, 'Spider-Man: Into the Spider-Verse' Spins Its Web, Amazes at CinemaCon, su ComicBook.com, 28 aprile 2018. URL consultato il 26 maggio 2018 (archiviato il 26 maggio 2018).
4. 1 2 3   Erik Davis, Interview: 'Into the Spider-Verse' Producers Phil Lord and Chris Miller Talk Spider-Man, Stan Lee and Reinventing the Comic Book Movie, in Fandango, 28 novembre 2018. URL consultato il 30 novembre 2018 (archiviato il 30 novembre 2018).
5. ↑   Sandy Schaefer, Into the Spider-Verse: Jake Johnson is Voicing Peter Parker, su Screen Rant, 24 aprile 2018. URL consultato il 24 aprile 2018 (archiviato il 24 aprile 2018).
6. ↑   Kirsten Acuna, There are 7 versions of Spider-Man in 'Into the Spider-Verse' — here are the actors behind each one, su Insider. URL consultato il 30 novembre 2018 (archiviato il 30 novembre 2018).
7. 1 2 3 4   Erin Nyren, 'Spider-Man: Into the Spider Verse' Casts Hailee Steinfeld, Mahershala Ali and Lily Tomlin, in Variety, 6 giugno 2018. URL consultato il 7 giugno 2018 (archiviato il 7 giugno 2018).
8. 1 2   Ben Pearson, Mahershala Ali Joins the Voice Cast of Lord and Miller's Animated 'Spider-Man' Movie, in /Film, 22 giugno 2017. URL consultato il 10 dicembre 2017 (archiviato il 9 dicembre 2017).
9. ↑   Nate Nikolai, 'Spider-Man: Into the Spider-Verse' Team Talks Diversity: 'Modern Heroes for a Modern World', in Variety, 2 dicembre 2018. URL consultato il 3 dicembre 2018 (archiviato il 2 dicembre 2018).
10. ↑   Spider-Ham's Comic Backstory (And What The Spider-Verse Movie Changed), su screenrant.com. URL consultato il 24 dicembre 2018 (archiviato il 24 dicembre 2018).
11. 1 2   Molly Freeman, Into the Spider-Verse: Spider-Man Noir, Spider-Ham & Peni Parker Confirmed, su Screen Rant, 20 luglio 2018. URL consultato il 20 luglio 2018 (archiviato il 21 luglio 2018).
12. ↑   Adam B. Vary, The Revolutionary Inclusion Of "Spider-Man: Into The Spider-Verse", in BuzzFeed, 14 dicembre 2018. URL consultato il 22 febbraio 2019.
13. ↑   Shiyoon Kim, Penni Parker went through a lot of iterations but I was pretty happy where it finally landed- Phil and Chris wanted to go full anime in terms of her design and so @omarrrrrrrr311 was able to navigate those notes on the sculptural end while I channeled my 1992 Sailor Moon with her facial expressions- SPDR also changed until @yashar.kassai finally hit it with the final design-another great example of the type of collaboration that happened on that show*, su Instagram, 12 dicembre 2018. URL consultato il 23 febbraio 2019.
14. ↑   Clark Collis, Nicolas Cage based his Spider-Man: Into the Spider-Verse character on Humphrey Bogart, in Entertainment Weekly, 15 agosto 2018. URL consultato il 16 agosto 2018 (archiviato il 16 agosto 2018).
15. 1 2   Jim Vejvoda, Spider-Man: Into the Spider-Verse Official Credits Reveal Surprise Voice Actor Cameos, su IGN, 29 novembre 2018. URL consultato il 2 dicembre 2018 (archiviato il 30 novembre 2018).
16. ↑   Eric Goldman, Your Guide to the Heroes and Villains of ‘Spider-Man: Into the Spider-Verse’, su marvel.com, Marvel Comics, 14 dicembre 2018.
17. ↑   Gil Kaufman, Post Malone Previews 'Spider-Man: Into the Spider-Verse' Track, Talks Justin Bieber Tattoo Rivalry on 'Tonight Show': Watch, in Billboard, 2 ottobre 2018. URL consultato il 3 ottobre 2018 (archiviato il 3 ottobre 2018).
18. ↑   Alison Foreman, Highlights from 35 minutes of 'Spider-Man: Into the Spider-Verse', su Mashable, 6 ottobre 2018. URL consultato il 5 novembre 2018 (archiviato il 1º novembre 2018).
19. ↑   Nick Evans, Stan Lee's Second Into The Spider-Verse Cameo Has Been Spotted, su CinemaBlend, 12 febbraio 2019. URL consultato il 30 aprile 2019.
20. ↑    Chris Snyder, How Oscar-winning 'Spider-Man: Into the Spider-Verse' changed comic book movies forever, in Business Insider, 25 febbraio 2019.
«"if you look closely, you can find multiple Stan Lees inserted in certain frames".»
21. ↑   Stan Lee Has More Into the Spider-Verse Cameos, su Comic Book Resources, 7 gennaio 2019. URL consultato il 7 gennaio 2019.
22. ↑   Jake Kleinman, 'Spider-Man: Into the Spider-Verse' Post-Credits Has an Oscar Isaac Cameo, su Inverse, 28 novembre 2018. URL consultato il 30 novembre 2018 (archiviato il 29 novembre 2018).
23. ↑   We Answer Your Burning Questions After Spider-Man: Into the Spider Verse, su io9.gizmodo.com. URL consultato il 17 dicembre 2018 (archiviato il 17 dicembre 2018).
24. ↑   Donald Glover's Spider-Man: Into The Spider-Verse Cameo Explained, su ScreenRant, 16 dicembre 2018. URL consultato il 29 dicembre 2018 (archiviato il 23 dicembre 2018).
25. ↑   Phil Lord e Rodney Rotham, Spider-Man: Into the Spider-Verse (PDF), su origin-flash.sonypictures.com, Sony Pictures Animation Inc.. URL consultato il 30 dicembre 2018 (archiviato il 26 dicembre 2018).
26. ↑  (EN) Spider-Man: Into the Spider-Verse The Official Movie Special, Titan, 18 dicembre 2018, ISBN 978-1-78586-810-8.
27. ↑   philiplord, There was a lot of Ganke in the movie about 18 months ago but when they borrowed so much of Ganke for Ned we worried auds would think we were ripping off Homecoming so we simplified his story and left it for the next movie (Tweet), su X, 2 gennaio 2019.
28. ↑   Peter Sciretta, Pixar Director Pete Sohn Originally Voiced Ganke in 'Spider-Man: Into the Spider-Verse', su /Film, 26 febbraio 2019.
29. ↑  Zahed, Ramin. (2018) Spider-Man: Into the Spider-Verse – The Art of the Movie (Hardcover). Titan Books. ISBN 1785659464
30. 1 2  (EN) Spider-Man: Into The Spider-Verse, su Box Office Mojo. URL consultato il 26 dicembre 2018 (archiviato dall'url originale il 27 gennaio 2019).
31. 1 2  (EN) Spider-Man: Into the Spider-Verse Directors on Miles Morales and 3D, su Collider, 2 agosto 2018. URL consultato il 4 maggio 2021.
32. ↑  (EN) Chris Lee, How Will the Spider-Man Cinematic Universe Cast Its Web Without Spider-Man?, su Vulture, 17 luglio 2018. URL consultato il 4 maggio 2021.
33. ↑  (EN) Joanna Robinson, Sony Finally Untangles Its Spider Web, su Vanity Fair. URL consultato il 4 maggio 2021.
34. 1 2  (EN) Here's How Peter Parker Factors into Spider-Man: Into the Spider-Verse, su Collider, 11 dicembre 2017. URL consultato il 4 maggio 2021.
35. ↑  (EN) Dave McNary, Dave McNary, Sony Developing ‘Spider-Man: Into the Spider-Verse’ Sequel and Spinoff, su Variety, 27 novembre 2018. URL consultato il 4 maggio 2021.
36. ↑  (EN) ‘We ended up making five movies’: An exclusive look at Into the SpiderVerse’s art style, su Polygon, 11 dicembre 2018. URL consultato il 4 maggio 2021.
37. ↑   Daniel Pemberton to Score 'Spider-Man: Into the Spider-Verse', su Film Music Reporter, 24 luglio 2018. URL consultato il 25 luglio 2018 (archiviato il 25 luglio 2018).
38. ↑   Trace Cowen, Post Malone and Swae Lee's 'Spider-Man: Into the Spider-Verse' Collab "Sunflower" Is Here, in Complex, 19 ottobre 2018. URL consultato il 19 ottobre 2018 (archiviato il 19 ottobre 2018).
39. ↑  (EN) Spider-Man™: Into The Spider-Verse Original Score Music By Daniel Pemberton, in PRnewswire, 13 dicembre 2018. URL consultato il 14 dicembre 2018 (archiviato il 13 dicembre 2018).
40. ↑   Chris Evangelista, 'Spider-Man: Into the Spider-Verse' Christmas Songs Being Released This Week; Hear 'Spidey-Bells' Now, in /Film, 20 dicembre 2018. URL consultato il 20 dicembre 2018.
41. ↑   Christmas Songs from ‘Spider-Man: Into the Spider-Verse’ to Be Released | Film Music Reporter, in Film Music Reporter, 20 dicembre 2018. URL consultato il 20 dicembre 2018.
42. ↑   Spider-Man: Un Nuovo Universo - Trailer Internazionale, su YouTube. URL consultato il 6 giugno 2018.
43. ↑  (EN) Spider-Man - Un Nuovo Universo, in CBR. URL consultato il 27 aprile 2018.
44. ↑   AntonioGenna.net presenta: IL MONDO DEI DOPPIATORI - ZONA CINEMA: "Spider-Man: un nuovo universo", su antoniogenna.net. URL consultato il 3 maggio 2021.
45. ↑   Cameron Bonomolo, ‘Spider-Man: Into the Spider-Verse’ Blu-ray Release Date and Exclusives Revealed, in Comicbook.com, 9 febbraio 2019. URL consultato il 18 febbraio 2019.
46. ↑   Devan Coogan, Exclusive: Watch a clip from Spider-Ham's new 'Spider-Verse' short, in Entertainment Weekly, 18 febbraio 2019. URL consultato il 18 febbraio 2019.
47. ↑   Eric Eisenberg, Spider-Man: Into The Spider-Verse Is Getting A Special Alt-Universe Cut, in CinemaBlend, 25 febbraio 2019. URL consultato il 27 febbraio 2019.
48. ↑   "Netflix: Spider-Man – Un Nuovo Universo sarà disponibile sulla piattaforma streaming a partire da giugno", su www.fr4med.it, 22 maggio 2019. URL consultato il 21 giugno 2022 (archiviato dall'url originale l'11 agosto 2022).
49. ↑   "Spider-Man: Un Nuovo Universo, su Netflix in streaming da oggi", su movieplayer.it, 29 ottobre 2020. URL consultato il 21 giugno 2022.
50. ↑   "Netflix, i titoli in scadenza in Italia a aprile 2021 (in aggiornamento)", su www.dituttounpop.it, 23 aprile 2021. URL consultato il 21 giugno 2022.
51. ↑   "Sony firma con Disney: I film dello studio arriveranno su Disney+", su www.cinefilos.it, 22 aprile 2021. URL consultato il 22 aprile 2021.
52. ↑   "Spider-Man: un nuovo universo e Venom arrivano su Disney+ il 17 giugno", su www.badtaste.it, 14 giugno 2022. URL consultato il 15 giugno 2022.
53. ↑  (EN) Scott Mendelson, A 'Batman Beyond' Movie Needs Michael Keaton Or Kevin Conroy, su Forbes, 31 gennaio 2019. URL consultato il 31 gennaio 2019.
54. ↑  (EN) Anthony D'Alessandro, Look Out, Here Comes 'The Spider-Verse': Sony Animation Title Eyes $30M-$35M Opening – Box Office Preview, su Deadline Hollywood, 11 dicembre 2018. URL consultato l'11 dicembre 2018 (archiviato dall'url originale l'11 dicembre 2018).
55. ↑  (EN) Anthony D'Alessandro, ‘Spider-Verse’ Raises $35M+ As ‘The Mule’ Kicks Up $17M+ In Pre-Christmas Period, But ‘Mortal Engines’ Breaks Down With $7M+, su Deadline Hollywood, 16 dicembre 2018. URL consultato il 16 dicembre 2018 (archiviato dall'url originale il 15 dicembre 2018).
56. ↑  (EN) Colin StevensUpdated: Dec 17, 2018 9:36 pmPosted: Dec 17, 2018 8:53 Pm, Spider-Man: Into the Spider-Verse Opens With Solid $35 Million Opening Weekend, su IGN, 17 dicembre 2018. URL consultato il 2 giugno 2023.
57. ↑  (EN) Anthony D'Alessandro, ‘Aquaman’ Grabs $67M+ Weekend For $72M+ Cume; 2018 B.O. Poised To Pass $11.4B For New Record – Early Sunday Update, su Deadline Hollywood, 23 dicembre 2018. URL consultato il 23 dicembre 2018 (archiviato dall'url originale il 23 dicembre 2018).
58. ↑  (EN) Anthony D'Alessandro, 'Aquaman’ Sailing To $52M+ 2nd Weekend; $189M+ Cume Pacing Ahead Of ‘Doctor Strange’ & ‘Guardians Of The Galaxy’, su Deadline Hollywood, 30 dicembre 2018. URL consultato il 30 dicembre 2018 (archiviato dall'url originale il 31 dicembre 2018).
59. ↑  (EN) Anthony D'Alessandro, ‘Aquaman’ Still The Big Man At The B.O. With $30M+; ‘Escape Room’ Packs In $17M+ – Early Sunday Update, su Deadline Hollywood, 6 gennaio 2018. URL consultato il 6 gennaio 2019 (archiviato dall'url originale il 4 gennaio 2019).
60. ↑  (EN) Anthony D'Alessandro, ‘Dragon 3’ Keeps The Fire Burning At No. 1 With $30M Second Weekend; ‘Madea’ Mints $27M, su Deadline Hollywood, 3 marzo 2019. URL consultato il 3 marzo 2019.
61. ↑  (EN) Spider-Man - Un nuovo universo, su Rotten Tomatoes. URL consultato il 1º giugno 2023.
62. ↑  (EN) The 87 Best Superhero Movies of All Time, Ranked by Tomatometer, su editorial.rottentomatoes.com. URL consultato il 17 giugno 2023.
63. ↑  (EN) Spider-Man - Un nuovo universo, su Metacritic. URL consultato il 26 dicembre 2018.
64. ↑  (EN) Christy Lemire, Spider-Man - Un nuovo universo, su rogerebert.com. URL consultato il 4 maggio 2021.
65. ↑  (EN) 'Un nuovo universo' è il miglior film di Spider-Man di sempre, su New York Post.
66. ↑  (EN) Recensione: il fantastico film d'animazione 'Spider-Man - Un nuovo universo' apre una nuova rete di intrighi, su Los Angeles Times.
67. ↑  (EN) Golden Globes Winners: The Complete List, su Variety, 6 gennaio 2019. URL consultato il 7 gennaio 2019 (archiviato dall'url originale il 7 gennaio 2019).
68. ↑  (EN) ‘Roma,’ ‘The Americans’ and ‘The Marvelous Mrs. Maisel’ Win Top Critics’ Choice Honors, su Variety, 13 gennaio 2019. URL consultato il 14 gennaio 2019 (archiviato dall'url originale il 14 gennaio 2019).
69. ↑  (EN) Dave McNary, Oscars: ‘Spider-Man: Into the Spider-Verse’ Wins Best Animated Feature, su Variety, 24 febbraio 2019. URL consultato il =25 febbraio 2019.
70. ↑  (EN) Brendan Marrow, Spider-Man: Into the Spider-Verse becomes the first non-Disney film to win the animation Oscar in 7 years., su The Week, 24 febbraio 2019. URL consultato il 5 marzo 2019 (archiviato dall'url originale il 25 febbraio 2019).
71. ↑  (EN) David Edelstein, Alison Willmore, Bilge Ebiri e Angelica Jade Bastién, Every Movie of the 2010s, Ranked, su New York, 11 dicembre 2019.
72. ↑   Sky Cinema, Oscar 2019, i vincitori: tanta Italia tra i premi di quest’anno [collegamento interrotto], su tg24.sky.it, 25 febbraio 2019. URL consultato il 10 marzo 2019.
73. ↑  (EN) Steve 'Frosty' Weintraub, ‘Spider-Man: Into the Spider-Verse’ Directors on Miles Morales, 3D, and the Runtime, su Collider, 2 agosto 2018. URL consultato il 18 giugno 2019.
74. ↑  (EN) Dave McNary, Dave McNary, Sony Developing ‘Spider-Man: Into the Spider-Verse’ Sequel and Spinoff, su Variety, 27 novembre 2018. URL consultato il 18 giugno 2019.
75. 1 2  (EN) 'Spider-Man: Into the Spider-Verse' Sequel and All-Female Spinoff in the Works From Sony (Exclusive), su The Hollywood Reporter. URL consultato il 18 giugno 2019.
76. ↑  (EN) 'Spider-Man: Into the Spider-Verse' Sequel Sets Spring 2022 Release Date, su The Hollywood Reporter. URL consultato il 1º novembre 2019.
77. 1 2  (EN) Mike Fleming Jr, Mike Fleming Jr, Sony Builds Out Spider-Man Universe With A Spider-Women Film, su Deadline, 27 novembre 2018. URL consultato il 18 giugno 2019.
78. ↑   Amy Pascal Teases Into the Spider-Verse Sequel Plans, New Characters, su SuperHeroHype, 14 dicembre 2018. URL consultato il 18 giugno 2019.
79. 1 2  (EN) Matt Donnelly, Matt Donnelly, John Mulaney’s Pitch for ‘Spider-Ham’ Film: ‘‘Spotlight’ … but Family Friendly’, su Variety, 18 dicembre 2018. URL consultato il 18 giugno 2019.
80. ↑  (EN) Brooks Barnes, Sony’s Chief Plans to Make Entertainment Assets a Priority, in The New York Times, 6 gennaio 2019. URL consultato il 18 giugno 2019.
81. ↑  (EN) Phil Lord, Chris Miller Developing Marvel TV Universe With Nine-Figure Sony Overall Deal, su The Hollywood Reporter. URL consultato il 18 giugno 2019.